# Browar Piotrków
Browar Piotrków – polski stacjonarny browar regionalny z siedzibą w Piotrkowie Trybunalskim, właściciel marek piw Trybunał, Cornelius i Beczkowe.

## Historia

### Tradycje piwowarskie w Piotrkowie Trybunalskim
Bogate tradycje piwowarstwa piotrkowskiego sięgają epoki średniowiecza. Piwo było produkowane w mieście od samego początku jego istnienia, ale pierwsze bezpośrednie zachowane wzmianki o warzeniu tego trunku pochodzą z XV wieku. W 1476 roku wzmiankowany jest młyn słodowy, w 1484 roku browar, zaś samo piwo w statucie piotrkowskiej Konfraterni Kupieckiej z 1487 roku. Najlepszym okresem dla piwa piotrkowskiego był XVI wiek, który można nazwać złotym wiekiem piotrkowskiego piwowarstwa. W 1564 roku w Piotrkowie działało aż 154 browarników, którzy łącznie wyprodukowali 2 899 200 litrów piwa. W tym czasie piwo piotrkowskie należało do jednych z najlepszych piw w kraju, posiadając status tzw. piwa przywoźnego, czyli jednego z kilku piw regionalnych eksportowanych do innych miast Rzeczypospolitej. Warzone w Piotrkowie piwo było tak dobre, że w drugiej połowie XVI wieku wybitny polski botanik, lekarz i profesor Akademii Krakowskiej Szymon Syreński zwany Syreniuszem, chwaląc wspaniałą jakość piotrkowskiego piwa, przypisywał mu wpływ samych gwiazd.
Do XIX wieku przetrwało tylko kilka niewielkich, rzemieślniczych browarów, jednak pod koniec XIX w. za największy browar w mieście uchodził browar Franciszka Ksawerego Spana. W 1866 r. Franciszek Span kupił założony jeszcze przed 1860 r. browar i prowadził go z sukcesem do roku 1899, kiedy zmarł bezdzietnie. Na początku XX w. zakład trafił w ręce Franciszka Braulińskiego i Janiny z domu Span. Brauliński trzykrotnie zwiększył produkcję, a piwa w różnych odmianach cieszyły się dużym uznaniem. W 1909 roku podczas wystawy w Częstochowie produkowane w zakładzie piwo otrzymało złoty medal za najwyższą jakość. W 1951 r. w wyniku nacjonalizacji browar odebrano właścicielom i wcielono do Łódzkich Zakładów Piwowarsko-Słodowniczych. Browar sukcesywnie podupadał, aż w latach 70. XX wieku zakończył działalność.
Pod koniec XIX w. oprócz browaru Spana istniał jeszcze zakład należący do podpułkownika armii carskiej Aleksandra Mroczkiewicza, który jednak nie zajmował się nim osobiście lecz wynajmował go różnym przedsiębiorcom: Edwardowi Ciążyńskiemu, Wojciechowi Szildowi i Rudolfowi Bartenbachowi, który w 1897 r. przejął go na własność. Kilka lat później przekazał go swemu bratu Wilhelmowi, który sukcesywnie rozwijał zakład. Po jego śmierci w 1917 r. browar działał jeszcze przez kilka lat, jednakże w wyniku problemów własnościowych zakład został rozparcelowany i ok. 1924 r. zamknięty. Obecnie w miejscu browaru Bartenbachów stoi budynek prokuratury.

### Historia Browaru Piotrków

#### Wytwórnia wód gazowanych
Początki zakładu sięgają 1927 roku, kiedy lokalny przedsiębiorca Henryk Urbański założył w Piotrkowie Trybunalskim przy ul. Hutniczej niewielką firmę handlową, która po pewnym czasie rozpoczęła produkcję wód i napojów gazowanych oraz octu. W 1938 roku rozpoczęto również rozlewanie piwa z beczek do butelek. Dzięki temu że zakład był niewielki, po II wojnie światowej uchronił się przed nacjonalizacją i w 1947 roku uzyskał legalizację prawną jako Reprezentacja Browaru Żywieckiego w Żywcu.

#### Browar Kiper
Zakład działający jako producent napojów gazowanych pn: "Piotrkowskie Miejskie Przedsiębiorstwo Spożywcze" zakupili w 1981 r. Eugeniusz Lisowski i Henryk Supady. W 1984 r. wznowiono w zakładzie rozlew piwa głównie z Żywca, Tych, Leżajska i Białegostoku. W 1988 r. właściciele zdecydowali się na zmianę nazwy przedsiębiorstwa na Sulimar. W 1989 r. zakład wypuścił na rynek swoje pierwsze piwo – Kiper. Głównym dostawcą piwa dla marki Kiper był w tym okresie Browar Suwałki. Na fali sukcesu marki Kiper podjęto decyzję o budowie własnego browaru. Budowa rozpoczęła się w 1999 r., a 15 czerwca 2000 roku została uwarzona pierwsza warka piwa. Piwowarem był wówczas Ryszard Radzieńczak, specjalista od fermentacji w Browarach Łódzkich. Prestiż browaru podniósł fakt wybudowania nowej ulicy, której rada miasta Piotrkowa Trybunalskiego nadała nazwę Browarna i do dziś browar znajduje się przy ulicy Browarnej 5. Browar funkcjonujący pod nazwą Kiper od początku dysponował nowoczesnym wyposażeniem, posiadał czteronaczyniową warzelnię, tankofermentory, pasteryzator tunelowy, stację namnażania drożdży czy linie rozlewnicze do butelek, puszek i kegów. W ciągu doby warzono sześć warek w systemie trójzmianowym. Sztandarowym produktem browaru było piwo Kiper warzone w kilku odmianach. Do browaru należało również piwo Mocny Full znane z serialu Świat według Kiepskich.

#### Browar Cornelius
W 2007 r. właściciele podjęli decyzję o zmianie nazwy browaru na Cornelius, a 18 czerwca tego roku w browarze pod nowym szyldem uwarzono pierwszą warkę piwa pszenicznego Cornelius Weizen. Do najbardziej znanych i nagradzanych marek browaru należą Cornelius, Beczkowe oraz Trybunał.. Browar Cornelius wykorzystywał w swojej ikonografii symbol koguta. Początkowo wizerunek koguta umiejscowiony był na beczce, a od 2010 r. na trwale połączony był z logotypem browaru. Symbol koguta nawiązywał do średniowiecznych tradycji piwowarskich w Piotrkowie Trybunalskim. Piotrkowscy piwowarzy używali tego znaku wywieszając go u drzwi, co miało symbolizować obecności dobrego piwa w domu.

#### Browar Piotrków
W 2020 r. Sulimar zdecydował się na zmianę nazwy browaru na Browar Piotrków, natomiast w 2021 r. nazwa przedsiębiorstwa Sulimar została zastąpiona przez Drink ID.

## Produkty
| Marka                     | Gatunek piwa    |
| ------------------------- | --------------- |
| Cornelius Hazy Grapefruit | piwo pszeniczne |
| Cornelius Hazy Banan      | piwo pszeniczne |
| Cornelius Hazy APA        | typu ale        |
| Cornelius Hazy APA 0%     | typu ale        |
| Cornelius Hazy IPA        | typu ale        |
| Cornelius IPA 0%          | typu ale        |
| Cornelius IPA & Whisky    | typu ale        |
| Trybunał Pils             | pils, jasne     |
| Trybunał Export           | pils, jasne     |
| Trybunał Trójsłodowy      | pils, jasne     |
| Trybunał Ciemne           | lager, ciemne   |
| Trybunał Porter Bałtycki  | porter, ciemne  |
| Trybunał Jasne Pełne      | pils, jasne     |